# Lancheria do Parque
A Lancheria do Parque, fundada em maio de 1982, é uma lanchonete considerada um dos lugares mais tradicionais de Porto Alegre. Localizada no bairro Bom Fim, em frente ao Parque Farroupilha, é considerada parte importante da história da capital gaúcha, sendo tratada como um patrimônio afetivo dos porto-alegrenses. A "Lanchera", como é chamada pelos frequentadores, é famosa pelos sucos servidos na jarra, considerado um dos melhores de Porto Alegre, e pelos lanches típicos da cidade, como o xis coração e a a la minuta.
Uma das peculiaridades do local é o não uso de comanda pelos garçons: os pedidos são feitos todos no grito, sem anotações. Outro fator de destaque é fato de que o estabelecimento fechou em raras ocasiões, deixando de abrir apenas em finais de Copas do Mundo, Natal e no dia de lançamento de um filme curta-metragem sobre o local, em 2012. Outras duas ocasiões onde o local ficou fechado foram uma interdição, em 2016, e a pandemia de COVID-19, em 2020.
Por volta do ano 2000, os proprietários, Seu Ivo e Dona Inês, decidiram transformar o estabelecimento em uma cooperativa. Na época, trabalhavam no local outras 8 pessoas, que tornaram-se sócias dos dois proprietários de origem.

## Relação com a cultura local

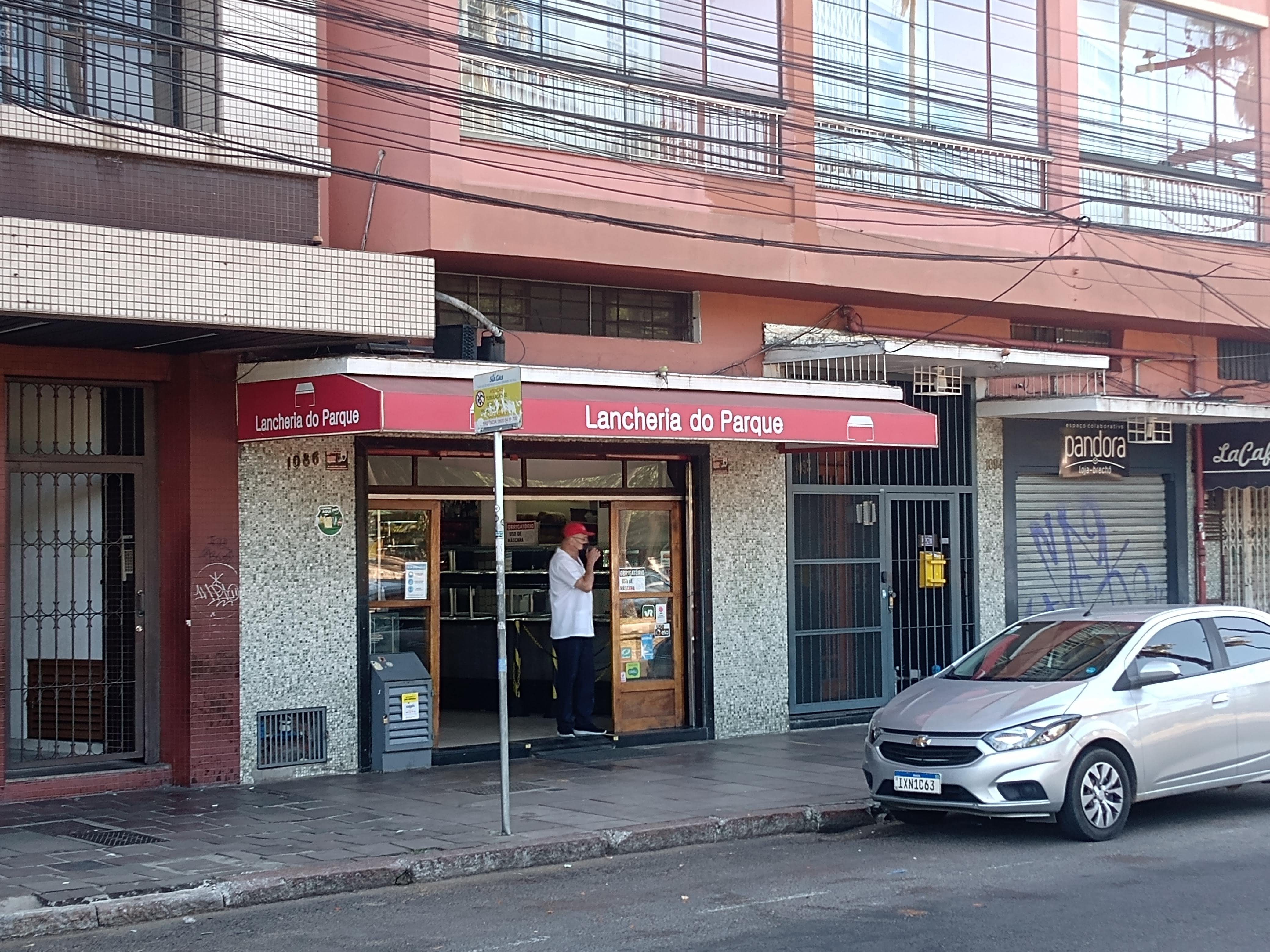
Fachada da Lancheria do Parque, na Avenida Osvaldo Aranha e o Parque Farroupilha ao fundo.

Nos anos 80, a Lancheria do Parque ficou conhecida por ser um dos últimos estabelecimentos a fechar no Bom Fim, o que se relaciona com grande número cervejas que costumava vender até as 5 horas da manhã. Nesta época, mais de 15 mil pessoas costumavam frequentar o local nas madrugadas de sexta e sábado. Durante os anos 80, o Bom Fim era o principal bairro boêmio de Porto Alegre, sendo frequentado por grupos pertencentes à contracultura local. Sobrevivendo ao fechamento, que atingiu diversos bares e restaurantes vizinhos da época, a Lancheria do Parque manteve-se como um ponto de encontro de artistas, intelectuais e jornalistas porto-alegrenses. O local também é famoso por servir o xis coração, um dos pratos mais famosos da capital gaúcha.

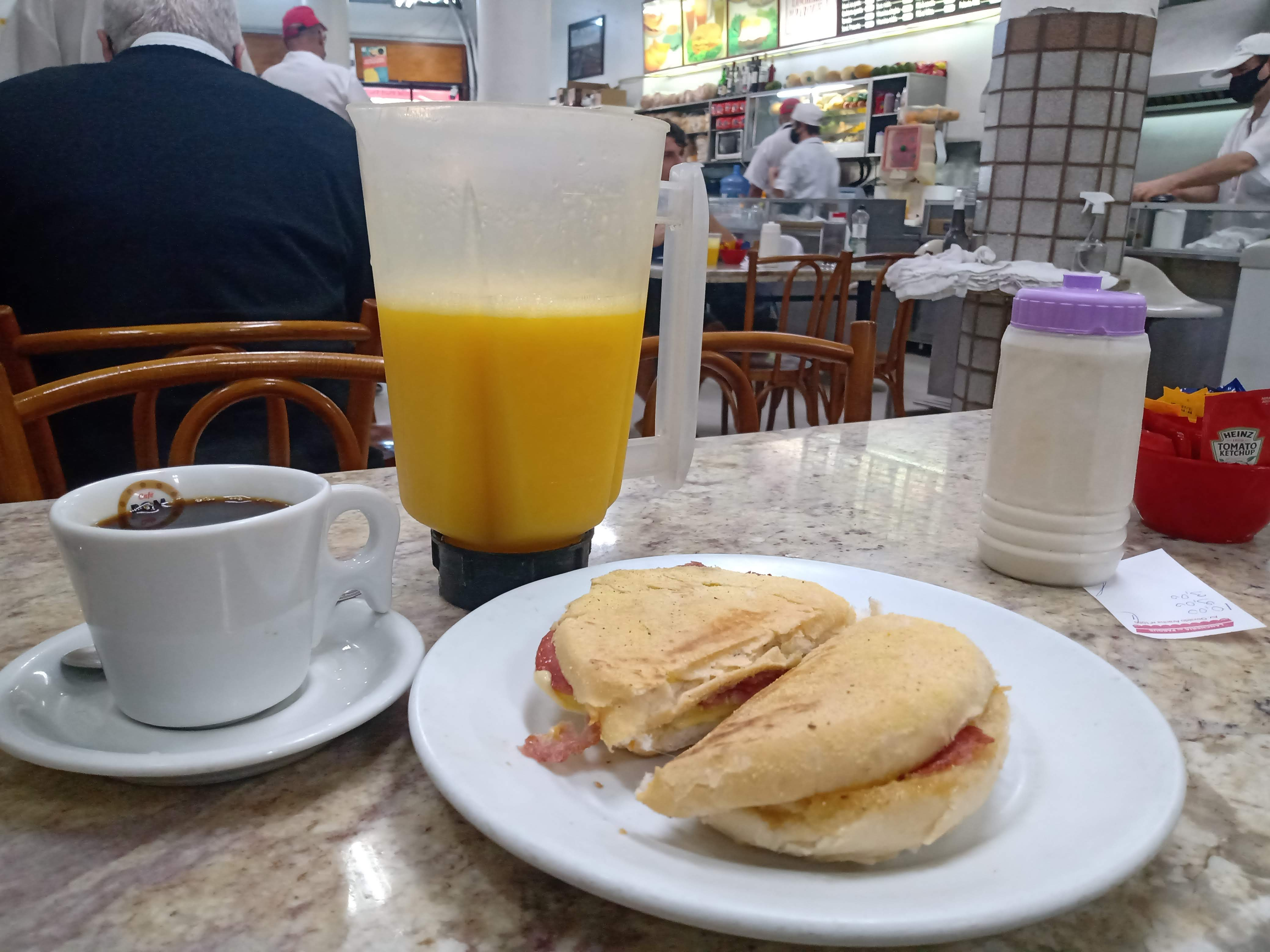
Taça de café, suco de laranja com manga e um sanduíche prensado de salaminho com queijo

A fama da Lancheria do Parque a elevou a ponto turístico de Porto Alegre, recebendo visitas de pessoas do mundo inteiro. Outro elemento marcante da relação do Lancheria com a cultura local é a constante presença de músicos de bandas conhecidas no cenário gaúcho, como Cachorro Grande e Papas da Língua. O músico Edu K, da banda DeFalla, afirmou que nos anos 80, em momentos de dificuldade, ganhava comida da Lancheria do Parque. Além de Edu, outros membros da cena Punk de Porto Alegre também frequentavam o local. No entanto, após uma briga generalizada ter causado prejuízos materiais ao local, os punks deixaram de ser bem-vindos.

## Ildo Berté
No dia 30 de agosto de 2015, o anúncio da aposentadoria do garçom Ildo Berté causou comoção em Porto Alegre. No evento de sua despedida, mais de 2,7 mil pessoas confirmaram presença. No dia, centenas de pessoas lotaram a Lancheria do Parque para despedirem-se dele. Ildo voltou a trabalhar no restaurante para substituir um ex-colega em licença médica em 2016, durante quinze dias. Neste período, os clientes e funcionários fizeram campanha para que o ex-garçom voltasse a trabalhar por lá. Em 2019, também no Bom Fim, Ildo abriu sua própria lancheria. No dia da inauguração, centenas de pessoas aglomeraram-se no estabelecimento que levou o nome de Lanchera do Ildo, em homenagem ao apelido carinhoso que os frequentadores deram à Lancheria do Parque.

## Fechamentos

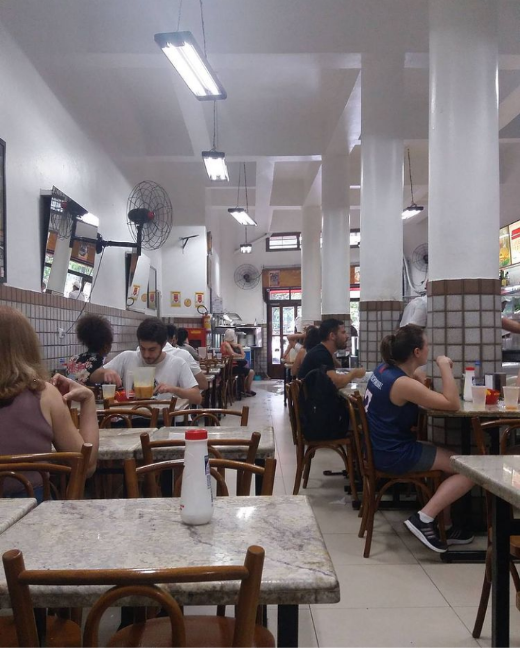
Imagem do interior da Lancheria do Parque.

### Vigilância Sanitária
Em 2016, a Lancheria do Parque foi interditada por conta de uma denúncia anônima sobre as más condições de higiene do local. De acordo com Nayara Poleto, agente da Equipe de Vigilância de Alimentos, o grande volume de produção de alimentos gordurosos e de frituras acumulou um nível muito alto de sujeira, dificultando a manutenção da limpeza. Além de gordura impregnada e alimentos nas mesas, os equipamentos e a estrutura da Lancheria estavam em condições inadequadas. O local permaneceu fechado para limpeza durante dois dias, onde foram substituídos equipamentos e foi contratada uma empresa especializada em limpezas pesadas.

### COVID-19
Durante a pandemia de COVID-19, a Lancheria ficou fechada durante 7 meses, entre março e novembro de 2020. Em abril de 2020, o local, administrado por oito sócios, demitiu todos os seus funcionários. De acordo com os administradores, as demissões decorreram da insegurança sobre a manutenção das atividades devido às restrições de funcionamento do comércio em Porto Alegre. No dia de sua reabertura os clientes esperaram em fila desde as 6 horas da manhã; também houve aplausos e diversas pessoas tiraram fotos, contentes com a volta das atividades. No dia, houve movimento intenso de clientes curiosos com as adaptações às normas de segurança e prevenção da COVID-19 e com algumas obras de melhoria estrutural, feitas no período em que esteve fechada. Durante os 7 meses de pausa nas atividades, clientes deixaram na porta do local mensagens de parabéns pelos 38 anos completados no dia 9 de maio de 2020.